# Gelijke behandeling
Gelijke behandeling of kansengelijkheid is het gelijk behandelen van alle mensen, ongeacht de verschillen tussen mensen. Gelijke behandeling is de tegenhanger van discriminatie, maar kan ook tegenover uitkomstengelijkheid staan. Zo kunnen aan iedereen dezelfde faciliteiten beschikbaar gesteld worden, maar dan nog kunnen er verschillen tussen mensen zijn die bepalen of ze daar gebruik van kunnen maken:
- Een gebouw heeft alleen een trap en geen lift. Mensen in een rolstoel kunnen een hogere verdieping niet bereiken.
- Er wordt een urinoir geplaatst. Een vrouw kan dit alleen met een speciaal hulpmiddel benutten.
- Een sollicitant wordt alleen aangenomen als hij/zij geschikt is. Iemand met minder capaciteiten krijgt de baan niet.